# Stephen Leacock
Stephen Leacock, född den 30 december 1869 i Swanmore, New Hampshire, död den 28 mars 1944 i Toronto, Ontario, var en kanadensisk nationalekonom och författare.

## Biografi
Leacock föddes i England och var son till en jordägare. Han var sex år när han flyttade med sin familj till Kanada, där de bosatte sig på en gård nära byn Sutton i Ontario. Familjen levde under knappa ekonomiska förhållanden.
Efter skolgång började han studera vid privatskolan Upper Canada College i Toronto och tog examen där 1887. Han fortsatte sedan studierna vid University of Toronto, men dålig ekonomi gjorde att han lämnade universitetet efter ett år och började arbeta som lärare, samtidigt med fortsatta deltidsstudier.
Besviken på undervisningen började Leacock 1899 forskarstudier  vid University of Chicago för Thorstein Veblen. Han doktorerade där i statsvetenskap och nationalekonomi. Han lämnade därefter Chicago och flyttade till Montreal i Quebec där han så småningom blev professor i politisk ekonomi och under lång tid ordförande för chef för Institutionen för ekonomi och statsvetenskap vid McGill University. Han var sedan rektor för McGill åren 1919 – 33.

## Författarskap
Tidigt i sin karriär, vände sig Leacock till fiktion, humor, och korta kåserier för att komplettera och förstärka sin ordinarie inkomst. Hans berättelser, som först publicerades i tidningar i Kanada och USA och senare i romanform, blev mycket populära runt om i världen. Det sades 1911 att fler människor hade hört talas om Stephen Leacock än de hade hört talas om Kanada. Dessutom var Leacock, mellan åren 1915 - 25, den mest populära humorist i den engelskspråkiga världen.
Även om han också skrev vetenskapliga artiklar och böcker med anknytning till sitt studieområde, är hans politiska teorier nu bortglömda. 

## Hedersbetygelser
Leacock belönades med Royal Society of Canada's Lorne Pierce-medalj 1937, för hans akademiska arbete.
Hans övergivna sommarstuga räddades från glömskan när det förklarades som en National Historic Site of Canada 1958, och sedan dess har den fungerat som ett museum som kallas Stephen Leacock Memorial Home.
Ett antal byggnader i Kanada är uppkallad efter Leacock, däribland Stephen Leacock Building vid McGill University, Stephen Leacock Public School i Ottawa, en teater i Keswick, Ontario , och en skola i Toronto.